# لیما (عمان)
 لیما  نام روستایی است کوهستانی از توابع شهرستان بخاء در شبه‌جزیره و استان مسندم در کشور پادشاهی عمان. این روستا در کرانهٔ دریای عمان و در خلیج مسندم واقع شده‌است. روستا در روی تپه ی ودرپایهٔ کوه حجر 
قراردارد. 

## جمعیت
جمعیت آن ۷۶ نفر (۱۵ خانوار) است که از اهل سنت و شافعی مذهب هستند. پیشهٔ مردم روستا ماهی گیری است. 